# عبدالله چاتلی
عبدالله چاتلی (۱۹۵۶ - ۳ نوامبر ۱۹۹۶) فعال ناسیونالیست ترک و نئوفاشیست بود. او پس از کلنل آلپارسلان ترکش به عنوان فرد دوم «گرگ‌های خاکستری»، جریانی که «حزب جنبش ناسیونالیست» در ترکیه به راه انداخت، شناخته می‌شد.
چاتلی از اعضای گلادیو، سازمان شبه‌نظامی آنتی کمونیستی ناتو، بود و نقش مهمی در نابودی ارتش سری ارامنه برای آزادی ارمنستان داشت. او در زمان جنگ سرد به طور هم‌زمان با دولت ترکیه و سازمان گلادیو همکاری می‌کرد.
جدا از فعالیت‌های او، چاتلی بین ناسیونالیست‌های افراطی ترکیه از احترام بسیاری برخوردار است و آن‌ها از او به عنوان «رئیس» یاد می‌کنند.